# Ursula Oehy
Ursula Oehy (* 1965) ist eine ehemalige Schweizer Orientierungsläuferin.
Ursula Oehy wuchs in Winterthur auf und ihr Vater Albert Oehy war auch als OL-Trainer tätig. Sie war Mitglied von Juniorennationalmannschaften im OL sowie im ZSV-Jugendkader Langlauf. Später fokussierte sie sich vollständig auf den Orientierungslauf.
Oehy gehörte von 1985 bis 1993 zum Schweizer Elitekader und nahm während dieser Zeit an zwei Orientierungslauf-Weltmeisterschaften teil. Viermal wurde sie Schweizer Meister mit der Staffel und 1991 erreichte sie als Teil der Schweizer Staffel den 6. Platz an den Weltmeisterschaften, 1993 reichte es für Platz 5. Am Ende ihrer Karriere wurde sie 1993 Schweizer Meisterin im Nacht-OL.
Oehy ist Gründungsmitglied des OLC Winterthur.

## Platzierungen
| Weltmeisterschaften  | Sprint | Mittel | Lang | Staffel |
| -------------------- | ------ | ------ | ---- | ------- |
| 1991 Marianske Lazne | 53.    |        |      | 6.      |
| 1993 West Point      | 30.    |        |      | 5.      |

| Gesamt-Weltcup | Gesamt-Weltcup |
| -------------- | -------------- |
| 1988           | 30.            |
| 1990           | 28.            |
| 1992           | 26.            |